# 563318 ten Kate
563318 ten Kate este o planetă minoră (asteroid) din centura de asteroizi. A fost descoperită pe 27 octombrie 2014 la Piszkéstetői Obszervatórium⁠(d) de Krisztián Sárneczky⁠(d) și a fost numită după Inge Loes ten Kate⁠(d). 
Obiectul prezintă o orbită caracterizată de o semiaxă mare de 2,7651574776931 UAi, o excentricitate de 0,074076815329035, o înclinație de 5,1198232884237 ° în raport cu ecliptica.